# St. Petersburg Open 2004
Il St. Petersburg Open 2004 è stato un torneo di tennis giocato sul sintetico indoor. È stata la 10ª edizione del St. Petersburg Open, che fa parte della categoria International Series 
nell'ambito dell'ATP Tour 2004. Il torneo si è giocato al Petersburg Sports and Concert Complex di San Pietroburgo in Russia, dal 25 al 31 ottobre 2004.

## Campioni

### Singolare
Michail Južnyj ha battuto in finale  Karol Beck con il punteggio di 6–2, 6–2

### Doppio
Arnaud Clément /  Michaël Llodra hanno battuto in finale  Dominik Hrbatý /  Jaroslav Levinský con il punteggio di 6–3, 6–2